# Jean-Baptiste Quentin
Pour les articles homonymes, voir Quentin (homonymie).
Jean-Baptiste Quentin, dit Le Jeune, né avant 1690 à Paris, mort vers 1742 à Paris, est un violoniste et compositeur français de l'époque baroque.

## Biographie
Jean-Baptiste Quentin, frère de Bertin Quentin, devient en 1718 violoniste à Académie royale de musique. Il joue à partir de 1738 la quinte de violon (alto d'une taille de 52,5 cm) au Grand Chœur. Ses qualités de violoniste sont mentionnées à plusieurs reprises dans le Mercure de France, mais aussi en Allemagne par Friedrich Wilhelm Marpurg, qui décrit favorablement les qualités de son jeu.
Son œuvre de compositeur est assez importante et est surtout consacrée à la musique de chambre pour violons avec basse continue. Son op.17 est composé de sonate en trio ou à quatre, qui ne sont plus purement solistiques et sont comme beaucoup d'autres exemples de l'époque des trios ou quatuors interprétés par un orchestre à cordes. Dans ses sonates pour violon, il indique les coups d'archet et des signes de dynamique.

## Œuvres (choix)
- Op. 1-3 : 3 Livres, chacun composé de 10 sonates pour violon et B.c. (Paris, 1724–1728)
- Op. 4-7 : 3 Livres de sonates en trio, pour 2 violons ou 2 flûtes et B.c. (Paris, 1729)
- Op. 8-12 : Sonates en trio et à quatre parties (Paris, après 1729)
- Op. 14 : 6 sonates pour violon et B.c. (Paris, après 1729)
- Op. 17 : Sonates et Simphonies en trio et à 4 parties (Paris, vers 1740)

## Discographie
- French Baroque Concertos, Musica Antiqua Köln, dirigé par Reinhard Goebel, concertos de Michel Blavet, Joseph Bodin de Boismortier , Pierre-Gabriel Buffardin, Michel Corrette et Jean-Baptiste Quentin.
- Conversations, Quatuors de Jean-Baptiste Quentin et Louis-Gabriel Guillemain, Ensemble Nevermind (Alpha, 2016).
- Jean-Baptiste Quentin, Archangelo Corelli : Flute Sonatas, par Anna Besson (flûte), Jean Rondeau (clavecin et orgue), Myriam Rignol (viole gambe), Alpha (2023).